# Trachinotus marginatus
 Trachinotus marginatus és una espècie de peix de la família dels caràngids i de l'ordre dels perciformes.

## Morfologia
Els mascles poden assolir els 45 cm de longitud total.

## Distribució geogràfica
Es troba des del sud del Brasil fins al nord de l'Argentina. També a Mèxic.